# 鄧巴頓足球會
鄧巴頓足球會（Dumbarton Football Club）成立於1872年，位於蘇格蘭西鄧巴頓郡的自治城镇邓巴顿，是境內僅次於昆士柏（1867年）、基爾馬諾克（1869年）及斯特兰拉尔（1870年），現存第四古老的足球會。鄧巴頓現時在蘇格蘭足球乙組聯賽參賽，球隊以著名景點「鄧巴頓城堡」（Dumbarton Castle）及「鄧巴頓岩石」（Dumbarton Rock）鄰近的斯特拉思克莱德家庭球场（Strathclyde Homes Stadium）作為主場。
鄧巴頓是19世紀最偉大的球隊之一，贏得首兩季蘇格蘭足球聯賽冠軍，自此以後，在球隊的歷史中大部分時間均在頂級聯賽以下參賽，最後一次出現在頂級聯賽已經是1985年。
2009年5月鄧巴頓贏取丙級聯賽冠軍及升班蘇乙，但球隊隊長戈登·列农（Gordon Lennon）於1個月後在印威內斯撞車身故；同年11月球會安排舉行紀念賽，所有收益撥歸其年青的遺屬。前昆士柏球員迈克尔·邓洛普（Michael Dunlop）獲委為球隊新隊長。

## 歷史
鄧巴頓在1872年12月一個下雨的週日由當地一群青年人倡議成立，他們於早一天曾首次觀看利雲谷（Vale of Leven）對昆士柏的球賽，由於深受精彩演出感動，因此決定創建自己的球隊。1873年鄧巴頓參加新成立的蘇格蘭足球總會，更有份貢獻蘇格蘭足總盃獎盃的鑄造費用。
在1870年代及1880年代鄧巴頓郡是蘇格蘭足球發展的溫床，利雲谷及蘭頓（Renton）均擁有具實力的足球隊，鄧巴頓亦是當時數一數二的勁旅，在1881年至1891年間5次晉級蘇格蘭足總盃決賽，但只曾在1883年於重賽才以2-1擊敗利雲谷奪冠，在贏得錦標後鄧巴頓南下挑戰應屆英格蘭足總盃冠軍布力般奧林匹克（Blackburn Olympic），鄧巴頓大勝6-1而成為名正言順的世界冠軍。鄧巴頓是1890年蘇格蘭足球聯賽的創始成員，更贏得首兩屆的冠軍錦標。
但隨著蘇格蘭足球逐步職業化，由於鄧巴頓維持業餘身份參賽，其隊中好手紛紛他投，而球隊的影響力亦日漸減退。1897年鄧巴頓再次晉級蘇格蘭足總盃決賽，惟1-5負於格拉斯哥流浪再次在決賽敗北。
踏入20世紀，今非昔比的鄧巴頓僅奪得1910/11年和1971/72年兩次第二級乙組聯賽及1991/92年第三級乙組聯賽的冠軍錦標。而自1879年已開始使用的藻煤公園（Boghead Park）亦遭棄用，搬遷到鄰近「鄧巴頓城堡」（Dumbarton Castle）新建的斯特拉思克莱德家庭球场（Strathclyde Homes Stadium）。

## 球衣與會徽
鄧巴頓穿著金及黑色球衣，現時由「瑟里奇運動用品」（Surridge Sport）製造及供應。雖然金及黑色是球隊傳統隊色，但在球隊黃金年代卻穿著白色為主的球衣作賽。2009/10年球季球隊繼續穿著去季新設計及贏得聯賽冠軍的主場球衣款式，而來季的款式經球迷投票決定為金色配幼黑直間球衣及黑褲。
球隊的會徽是一頭象背負一座城堡，是代表當地著名景點「鄧巴頓城堡」（Dumbarton Castle）及「鄧巴頓岩石」（Dumbarton Rock），「鄧巴頓岩石」是由火山栓形成的玄武岩，因外觀似象而作為象徵。而球隊的暱稱「兒子」（The Sons）取自「岩石之子」（Sons of The Rock），代表在邓巴顿出生的人。

## 主場球場

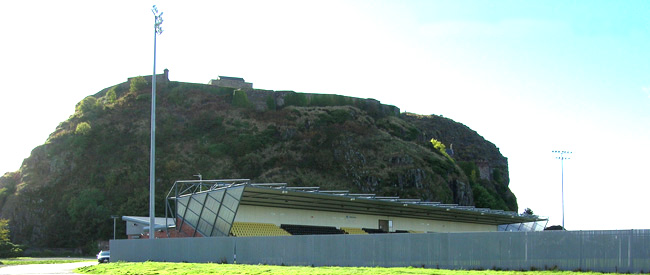
斯特拉思克莱德家庭球场及其背後的「鄧巴頓岩石」

斯特拉思克莱德家庭球场（Strathclyde Homes Stadium）被鄧巴頓球迷稱為「岩石」（The Rock），是鄧巴頓新建的主場球場，於2000年12月啟用，獲「斯特拉思克莱德家庭地產」（Strathclyde Homes）冠名贊助，現時只有單一座主看台，為全坐席可容2,025名觀眾。主看台背後為地標「鄧巴頓岩石」，而球場位於利文河（River Leven）河岸，使它成為英國最具詩情畫意的球場之一。
在此以前，鄧巴頓以藻煤公園（Boghead Park）為主場，自1879年一直沿用至2000年，長達131年，是現時英國高級球會使用同一球場最長時間的紀錄。在2000年5月至11月期間鄧巴頓與艾比安流浪（Albion Rovers）共用位於寇特布里奇（Coatbridge）的克利夫顿山球场（Cliftonhill）。

## 支持球迷
鄧巴頓是首間蘇格蘭聯賽球會成立球迷信託社（Supporters' trust），用以球隊與支持球迷之間的聯繫。信託社持有球會一定數量的股權，現時在股東名冊中持股量排名第四。隨著信託社直接注資25,000英鎊而有代表加入球會董事會。
近年鄧巴頓獲得一群年青及嘈吵的支持球迷，稱為「阿帕奇軍」（Apache Army），並採用威爾斯的黑色底金十字「聖大衛旗」（Flag of Saint David）作為徽號。

## 近季成績
| 球季      | 賽 | 勝 | 和 | 負 | 得球 | 失球 | 球差 | 積分 | 位置 | 聯賽 |
| --------- | -- | -- | -- | -- | ---- | ---- | ---- | ---- | ---- | ---- |
| 2008–09年 | 36 | 19 | 10 | 7  | 65   | 36   | +29  | 67   | 1    | 丙組 |
| 2007–08年 | 36 | 9  | 10 | 17 | 31   | 38   | −17  | 37   | 8    | 丙組 |
| 2006–07年 | 36 | 18 | 5  | 13 | 52   | 37   | +15  | 52   | 5    | 丙組 |
| 2005–06年 | 36 | 7  | 5  | 24 | 40   | 63   | −23  | 26   | 10   | 乙組 |
| 2004–05年 | 36 | 11 | 9  | 16 | 43   | 53   | −10  | 42   | 7    | 乙組 |

## 榮譽
- 蘇格蘭足球聯賽
  - 冠軍（2）：1890/91年[3]、1891/92年；

- 蘇格蘭乙組聯賽〈第二級〉
  - 冠軍（2）：1910/11年、1971/72年；
  - 亞軍（2）：1907/08年、1983/84年；

- 蘇格蘭乙組聯賽〈第三級〉
  - 冠軍（1）：1991/92年；
  - 亞軍（1）：1994/95年；

- 蘇格蘭丙級聯賽〈第四級〉
  - 冠軍（1）：2008/09年；
  - 亞軍（1）：2001/02年；

- 蘇格蘭足總盃
  - 冠軍（1）：1882/83年；
  - 亞軍（5）：1880/81年、1881/82年、1886/87年、1890/91年、1896/97年；